# روبرتو گلی
روبرتو گلی (انگلیسی: Roberto Ghelli؛ زادهٔ ۲۸ فوریهٔ ۱۹۴۲) بازیکن فوتبال اهل ایتالیا است.
از باشگاه‌هایی که در آن بازی کرده‌است می‌توان به باشگاه فوتبال اینتر میلان و باشگاه فوتبال آسکولی اشاره کرد.